# Utuado
Utuado es un municipio del Estado Libre Asociado de Puerto Rico. Es el 3.er municipio de mayor extensión de la Isla, tras Arecibo y Ponce. Según el censo de Estados Unidos del año 2000 la ciudad tenía una población de 35 336 habitantes, repartidos en 24 barrios y Utuado Pueblo, el centro administrativo y principal pueblo del municipio.

## Geografía
En su término municipal se encuentra el lago Dos Bocas. El municipio de Utuado cuenta con una geografía física exuberante. Su localización lo hace un municipio contacto entre la Cordillera Central y el Carso Norteño. Cuenta con 23 cuevas a lo largo de todo el norte del municipio y posee una geografía física típica de la Cordillera Central. Montañas altas, compuestas de rocas volcánicas forman lo que es hoy el municipio de Utuado. El centro del pueblo o Barrio pueblo se ubica en el centro del municipio donde confluyen los ríos Grande de Arecibo y Viví, los cuales forman un valle compuesto de materia aluvial y arenisca donde se centra la mayoría de la población utuadeña. Presenta las mayores elevaciones por el sur, por donde pasa la cordillera Central. En el punto donde convergen los límites de los barrios Caonillas Arriba y Tetuán de Utuado, y Jayuya Debajo de Jayuya, se alza el cerro Morales, de 988 metros de altura sobre el nivel del mar. Entre los barrios Guaónico de Utuado y Tanamá de Adjuntas están el monte La Chorrera y el cerro Roncador, respectivamente de 900 y 800 metros de altura; y en el barrio Viví Arriba el cerro Prieto alcanza 838 metros de altura sobre el nivel del mar. La cuchilla Buena Vista, al este del embalse Caonillas, alcanza los 500 metros de altura sobre el nivel del mar; menores son las Lomas de Lares, que se encuentran en Utuado, en el norte del barrio Ángeles y en el barrio Santa Rosa.

### Recursos forestales
El bosque de Río Abajo, que comparten los municipios de Utuado y Arecibo, está al oeste del embalse Dos Bocas, entre los ríos Grande de Arecibo y Tanamá. Toma su nombre del barrio Río Abajo de Utuado. Abarca una superficie de unas 2280 hectáreas. Su altura sobre el nivel del mar fluctúa entre los 200 y 424 metros, y recibe un promedio de lluvia al año de 1295 milímetros. En este bosque hay abundante vegetación xerófila o espinosa y, además, se aprecian mogotes, sumideros y cuevas, accidentes geográficos característicos de la zona cársica.

### Recursos minerales
Al igual que los municipios de Adjuntas y Jayuya, Utuado está situado en la región minera más importante de Puerto Rico. Los minerales más relevantes que aparecen en su subsuelo son el oro asociado a otros minerales; el molibdeno, en igual forma que el oro; y el cobre, en forma de calcopirita.

## Ubicación
Está ubicado en el centro-oeste de la región montañosa de la isla conocido como «La Cordillera Central». Limita al norte de Adjuntas y Ponce, al sur de Hatillo y Arecibo; este de Lares y al oeste de Ciales y Jayuya.

### Barrios
- Ángeles
- Arenas
- Caguana
- Caníaco
- Caonillas Abajo
- Caonillas Arriba
- Consejo
- Don Alonso
- Guaonico
- Las Palmas
- Limón
- Mameyes Abajo
- Paso Palma
- Río Abajo
- Santa Rosa
- Roncador
- Sabana Grande
- Salto Abajo
- Salto Arriba
- Santa Isabel
- Tetuán
- Utuado Pueblo
- Viví Abajo
- Viví Arriba

## Toponimia
El nombre deriva de la palabra taína «Otoao», que significa «entre montañas».

## Himno
Por Amílcar Rivera Díaz

«Valle bendito el de mi Otoao,
mundo de verde, de azul y sol;
tierra del pitirre y del guaraguao;
cáliz y altar de mi amor.

Es de mi patria su corazón.
Es fiel guardián de su tradición.
Es el perenne y firme bastión
del alma de mi país.

Utuado, amado Utuado,
¿cómo no has de estar en mí?
si creció mi alma en tus campos,
y mis sueños acunó el Viví.

Si algún día de ti me alejo,
o si calla al fin mi voz,
dejo como eterna ofrenda a ti,

hecho canción, mi amor.

## Deportes
Cuenta con el Equipo de Béisbol Montañeses de Utuado pertenecientes a la Federación de Béisbol Aficionado.
Además, ha tenido gran reconocimiento en otros deportes como el atletismo, donde se han desarrollados grandes fondistas de nivel internacional. Jorge "Peco" González, que actualmente reside en Utuado, siendo un corredor que conserva la marca de 42 kilómetros cuya marca es e 2:12.42. Lo cual esta marca la realizó en los Juegos Panamericanos de Caracas en 1983, otorgándole a Puerto Rico la única medalla de oro en la disciplina de fondismo. Por otro lado otro atleta reconocido es Luis Collazo, que se conserva entre los mejores a nivel mundial. 
Otro deporte en el cual se ha destacado es en el tenis de mesa con la tenimesista de calibre mundial, Adriana Díaz.

## Educación
En su término municipal se encuentran edificios de la Universidad de Puerto Rico.